# Jamides purpurata
Jamides purpurata är en fjärilsart som beskrevs av Grose-smith 1894. Jamides purpurata ingår i släktet Jamides och familjen juvelvingar. Inga underarter finns listade i Catalogue of Life.